# Lijst van voormalige moskeeën in India
Dit is een lijst van voormalige moskeeën in India. Het geeft een overzicht van voormalige moskeeën in India. Het somt enkele, maar niet alle moskeeën van India op. De meeste voormalige moskeeën in India werden gebouwd en gebruikt tijdens het Mogolrijk. Later werden sommige moskeeën vernietigd door de Britten of door hindoe-nationalisten. Soms werd een moskee vernietigd door een natuurramp, zoals een aardbeving.
| Huidige naam            | Moskee naam             | Foto | Stad      | Provincie     | Jaar geopend | Jaar gesloten | Opmerking |
| ----------------------- | ----------------------- | ---- | --------- | ------------- | ------------ | ------------- | --- |
| Adina Moskee            | Adina Moskee            |      | Pandua    | West-Bengalen | 1373         | 19de eeuw     | De moskee is gebouwd op de ruïnes van een boeddhistisch-hindoeïstische tempel. Sinds de aardbeving van de 19de eeuw ligt de moskee grotendeels in puin.      |
| Akbarabadi Moskee       | Akbarabadi Moskee       |      | Delhi     | Delhi         | 1650         | 1857          | De moskee werd na de anti-Britse opstand van 1857 door de Britten vernietigd. Mogelijk werden restanten van de moskee in 2012 tijdens werkzaamheden ontdekt. |
| Babri Masjid            | Babri Masjid            |      | Ayodhya   | Uttar Pradesh | 1528-29      | 1992          | Ook bekend als Masjid-i-Janmasthan. De moskee werd in 1992 vernietigd door hindoe-nationalisten.                                                             |
| Sayed Jamaluddin Moskee | Sayed Jamaluddin Moskee |      | Saptagram | West-Bengalen | 1529         |               | Er zijn drie graven in het moskeecomplex. Momenteel ligt de moskee er verlaten bij.                                                                          |
| Sidi Bashir Moskee      | Sidi Bashir Moskee      |      | Ahmedabad | Gujarat       | 1452         | 1753          | Er zijn slechts 2 minaretten overgebleven van de oorspronkelijke moskee.                                                                                     |